# Joe Kolaloca
Joe Kolaloca (originalment en txec, Limonádový Joe aneb Konská opera) és una pel·lícula de Txecoslovàquia de 1964 dirigida per Oldřich Lipský amb guió de Jiří Brdečka basant-se en una novel·la i en una obra teatral de la seua mateixa creació. S'ha subtitulat al català.
La pel·lícula és una paròdia del gènere western i intercala el format musical amb els diàlegs i escenes d'acció.

## Argument
Llimonada Joe és l'heroi, un pistoler abstemi, és a dir, que s'absté de consumir alcohol, i en el seu lloc pren llimonada Kolaloka. El sobri Joe arriba a un poble on els homes prenen whisky, es barallen tot el temps, fan apostes i es baten a duel. L'amo del bar i més tard el seu germà perdut són els vilans. A la seua arribada, Joe troba al bar a un pare evangelista amb la seua filla tractant de fer que els embriacs pobladors abandonen l'alcohol. Joe s'enfrontarà als vilans, tractant d'erradicar el consum de whisky, al costat de la família evangelista, i promoure el consum de Kolaloka, que com s'encarrega d'aclarir, és el que el manté saludable i li dona la seua punteria llegendària.

## Anàlisi
Mentre Joe combat als vilans, la pel·lícula a poc a poc devetlla les seues vertaderes intencions, que no són lliurar a la ciutat de la immoralitat i els vicis, sinó publicitar el consum de Kolaloka, empresa de la que el seu pare és amo.
Quan el polit, ros i eixerit Llimonada Joe venç als descurats i bigotuts germans venedors de whisky, els proposa signar una carta en la qual accepten ser distribuïdors de la beguda Kolaloka. Davant la mirada atònita i incrèdula del vilà, Joe diu que "El que és bo per Kolaloka és bo per la llei".
Les referències publicitàries a la beguda Kolaloka es tornen a cada moment més explícites; cap al final, fins i tot, s'explica com la beguda pot revertir la mort clínica i es mostra com Joe reviu després de rebre nombrosos trets al cor, l'estómac i el fetge.
Finalment, en reviure dels trets, Joe torna per a enfrontar-se amb els vilans i els mata a tots, però després descobreix per la marca de naixement que eren els seus germans perduts. Llavors el seu pare arriba amb una botella de Kolaloka i els reviu, dient que la signatura necessita tot tipus de contribució. Entre tots, decideixen llançar una nova beguda anomenada Whiskola.

## Repartiment
- Karel Fiala - Lemonade Joe
- Rudolf Deyl, Jr. - Doug Badman, propietari del Trigger Whisky Saloon
- Miloš Kopecký - Horace Badman, àlies "Hogofogo"
- Květa Fialová - Tornado Lou, the Arizona Warbler
- Olga Schoberová - Winnifred Goodman
- Bohuš Záhorský - Ezra Goodman, pare de Winnifred
- Josef Hlinomaz - Gunslinger Grimpo
- Karel Effa - Pancho Kid,
- Waldemar Matuška - Coyotte Kid,
- Eman Fiala - Pianista
- Vladimír Menšík - Barman #1
- Jiří Lír a Barman #2
- Jiří Steimar - Mr. Kolalok, pare de Joe

## Premis i nominacions
Fou elegida per representar Txecoslovàquia als Premis Oscar 1965 en la categoria de millor pel·lícula de parla no anglesa. També fou exhibida com a part de la selecció oficial al Festival Internacional de Cinema de Sant Sebastià 1964